# Bijelo Bučje (Travnik, BiH)
Bijelo Bučje je naseljeno mjesto u općini Travnik, Federacija Bosne i Hercegovine, BiH.
Nalazi se zapadno od općinskog središta i južno od Turbeta.

## Stanovništvo

### 1991.
Nacionalni sastav stanovništva 1991. godine, bio je sljedeći:
ukupno: 924
- Muslimani - 674
- Srbi - 180
- Hrvati - 5
- Jugoslaveni - 2
- ostali, neopredijeljeni i nepoznato - 63

### 2013.
Nacionalni sastav stanovništva 2013. godine, bio je sljedeći:
ukupno: 707
- Bošnjaci - 675
- Hrvati - 1
- ostali, neopredijeljeni i nepoznato - 31